# Otto von Wille
Otto von Wille (* 23. Dezember 1901 in Düsseldorf; † 4. Januar 1977 in Neuenrade, Märkischer Kreis) war ein deutscher Landschafts- und Porträtmaler der Düsseldorfer Schule.

## Leben
Wille war Spross der Künstlerfamilie Wille in dritter Generation. Er war Sohn des Landschaftsmalers Fritz von Wille und dessen Ehefrau Auguste, geborene Schneider (1872–1941), sowie Enkel des Landschafts- und Genremalers August von Wille und dessen Ehefrau, der Tiermalerin Clara von Wille.
Von 1923 bis 1929 besuchte er die Kunstakademie Düsseldorf. Dort waren Willy Spatz, Ludwig Heupel-Siegen, Wilhelm Döringer, Carl Ederer und Julius Paul Junghanns seine Lehrer. Ab 1929 lebte er als freischaffender Landschafts- und Porträtmaler in Düsseldorf. Als Landschaftsmaler lehnte er sich in Farbgebung und Stil an die Malweise seines Vaters an. Wie dieser war er auch ein Eifelmaler. Als solcher war er 1935 auf einer Kunstausstellung in Daun vertreten. In einigen seiner Stadtansichten tritt der zeitgenössische Stil der Neuen Sachlichkeit hervor.
Er nahm als Soldat am Zweiten Weltkrieg teil und geriet in Kriegsgefangenschaft. Dadurch musste er seine künstlerische Tätigkeit länger unterbrechen. Nach dem Krieg arbeitete er nur noch nebenberuflich als Maler und Zeichner. Gefragt war er vor allem als Porträtist. In den 1960er und 1970er Jahren reiste er häufiger an die Mosel, wo er in privatem Auftrag Bildnisse zeichnete (1966, 1967 und 1970 in Cochem).

## Schrift
- Mein Vater Professor Fritz von Wille. In: Alfons W. Biermann, Hubert Meyer: Die rheinische Landschaft im Bild. Rheinland-Verlag, Bonn 1976, ISBN 3-7927-0295-9.